# Alberto Grimaldi
Alberto Grimaldi (Napoli, 28 marzo 1925 – Miami, 23 gennaio 2021) è stato un produttore cinematografico italiano.

## Biografia
Laureato in giurisprudenza, avvocato, la sua carriera di produttore iniziò con il filone dello spaghetti-western, prima di produrre film d'autore girati da grandi registi come Sergio Leone, Federico Fellini, Gillo Pontecorvo, Pier Paolo Pasolini, Bernardo Bertolucci e Martin Scorsese (per il suo Gangs of New York è stato candidato al premio Oscar al miglior film). I suoi film furono distribuiti a livello internazionale dalla United Artists.
Nato a Napoli, Alberto Grimaldi crebbe, cresciuto dalla madre Elena, nel quartiere del Vomero. Suo padre, Pasquale, avvocato, morì quando il figlio aveva tre anni. Alberto si formò presso il liceo Antonio Genovesi e successivamente conseguì la laurea in giurisprudenza, fondando il proprio studio legale dopo due anni di formazione. Imparò a conoscere l'attività cinematografica da alcuni dei suoi primi clienti, che erano distributori regionali. "Nel mio caso, la produzione di film è iniziata quasi come un hobby" disse. Fondò una società di produzione, la PEA (Produzioni Europee Associate), nel 1962, ottenendo già quell'anno il suo primo credito come produttore per L'ombra di Zorro. 
Colpito dall’originalità di Per un pugno di dollari (1964) di Sergio Leone, uno dei primi esempi di spaghetti-western, Grimaldi colse l'occasione per offrire al regista un accordo redditizio (50% dei profitti del film) per realizzare un seguito, Per qualche dollaro in più (1965). Collaborarono ancora una volta, insieme alle star di quel film, Clint Eastwood e Lee van Cleef, per Il buono, il brutto, il cattivo (1966). 
Il suo rapporto con Fellini iniziò invece quando propose al regista di collaborare con l'episodio Toby Dammit a Tre passi nel delirio (1968), lungometraggio che comprende tre adattamenti di storie di Edgar Allan Poe (coinvolgendo anche Roger Vadim e Louis Malle). Successivamente produsse Fellini Satyricon (1969) e Il Casanova di Federico Fellini (1976). Il regista fu coinvolto nella produzione finale della PEA, Ginger e Fred (1986), commedia agrodolce sugli anni dell'affermazione della TV italiana più commerciale.
Paradossalmente, considerando che aveva iniziato la sua carriera come avvocato, Grimaldi dovette dedicare molto tempo a processi in tribunale, difendendo i film che aveva sviluppato e finanziato; come nel caso di Ultimo tango a Parigi (1972) di Bernardo Bertolucci e Salò o le 120 giornate di Sodoma (1975) di Pier Paolo Pasolini. Otto fra i suoi film finirono sotto l'azione censoria dei pubblici ministeri italiani del tempo, che ripetutamente accusarono Grimaldi di offendere la pubblica decenza. Dopo una battaglia legale di tre anni su Ultimo tango a Parigi, sottoposto a sequestro perché "osceno e privo di contenuto artistico”, Grimaldi ottenne la sospensione della pena (inflitta per "aver contribuito a produrre uno spettacolo osceno”) nel 1976, insieme al regista e ai protagonisti del film. Il film è rimasto comunque vietato in Italia fino alla revisione del visto censorio nel 1987.
Durante il processo iniziale nel 1973, Grimaldi stava difendendosi dalle accuse di oscenità mosse contro l'adattamento di Pasolini de Il Decameron e de I racconti di Canterbury (1972). Ancora niente in confronto a ciò che lo attendeva per Salò. Le complicate questioni legali incentrate proprio su quel film iniziarono in Italia poche settimane dopo l'omicidio di Pasolini (nel novembre 1975) e continuarono per diversi anni, nonostante che il film nel frattempo venisse proiettato e acclamato all'estero. Grimaldi subì diversi processi “per oscenità e corruzione di minori” e nel 1976 fu decretato il sequestro della pellicola, che scomparve dagli schermi prima di poter essere rimessa in circolazione nel 1978.
Nel 2009 il Centro sperimentale di cinematografia ha pubblicato un libro intitolato Alberto Grimaldi. L'arte di produrre, scritto da Paola Savino, in cui si ripercorre la carriera del produttore napoletano.
Nel 2015 alla 72ª Mostra internazionale d'arte cinematografica di Venezia vince il Leone d'oro per il restauro di Salò o le 120 giornate di Sodoma di Pier Paolo Pasolini.

## Filmografia
- L'ombra di Zorro, regia di Joaquín Luis Romero Marchent (1962)
- Il segno del Coyote, regia di Mario Caiano (1963)
- I tre spietati, regia di Joaquín Luis Romero Marchent (1963)
- I tre implacabili, regia di Joaquín Luis Romero Marchent (1963)
- Cavalca e uccidi, regia di José Luis Borau (1964)
- Il colosso di Roma, regia di Giorgio Ferroni (1964)
- I sette del Texas, regia di Joaquín Luis Romero Marchent (1964)
- L'uomo della valle maledetta, regia di Siro Marcellini (1964)
- I due violenti, regia di Primo Zeglio (1964)
- Sette ore di fuoco, regia di Joaquín Luis Romero Marchent (1965)
- A-009 missione Hong Kong, regia di Ernst Hofbauer (1965)
- A 001: operazione Giamaica, regia di Ernst von Theumer (1965)
- Mani di pistolero, regia di Rafael Romero Marchent (1965)
- Solo contro tutti, regia di Antonio del Amo (1965)
- I quattro inesorabili, regia di Primo Zeglio (1965)
- I tre del Colorado, regia di Amando de Ossorio (1965)
- Per qualche dollaro in più, regia di Sergio Leone (1965)
- 100.000 dollari per Lassiter, regia di Joaquín Luis Romero Marchent (1966)
- Il delitto di Anna Sandoval, regia di José Antonio Nieves Conde (1966)
- Jerry Land cacciatore di spie, regia di Juan de Orduña (1966)
- Requiem per un agente segreto, regia di Sergio Sollima (1966)
- Inferno a Caracas, regia di Marcello Baldi (1966)
- Viva Gringo, regia di Georg Marischka (1966)
- Un uomo e una colt, regia di Tulio Demicheli (1967)
- Trappola per quattro, regia di Juergen Roland (1967)
- Tiro a segno per uccidere, regia di Manfred R. Koehler (1967)
- La resa dei conti, regia di Sergio Sollima (1967)
- Il buono, il brutto, il cattivo, regia di Sergio Leone (1966)
- Scusi, facciamo l'amore?, regia di Vittorio Caprioli (1968)
- Avventure a cavallo, regia di Angio Zane (1967)
- ...4..3..2..1...morte, regia di Primo Zeglio (1967)
- Attentato ai tre grandi, regia di Umberto Lenzi (1967)
- Faccia a faccia, regia di Sergio Sollima (1967)
- Gangsters per un massacro, regia di Gianfranco Parolini (1968)
- Per un pugno di eroi, regia di Fritz D. Umgelter (1968)
- Tutto per tutto, regia di Umberto Lenzi (1968)
- Il mercenario, regia di Sergio Corbucci (1968)
- Il sapore della vendetta, regia di Julio Coll (1968)
- Toby Dammit, episodio di Tre passi nel delirio, regia di Federico Fellini (1968)
- Le calde notti di Lady Hamilton, regia di Christian-Jaque (1968)
- La Chamade, regia di Alain Cavalier (1968)
- Non tirate il diavolo per la coda, regia di Philippe de Broca (1969)
- Queimada, regia di Gillo Pontecorvo (1969)
- Ehi amico... c'è Sabata. Hai chiuso!, regia di Gianfranco Parolini (1969)
- Rebus, regia di Nino Zanchin (1968)
- Un tranquillo posto di campagna, regia di Elio Petri (1968)
- La donna scarlatta, regia di Jean Valère (1969)
- Fellini Satyricon, regia di Federico Fellini (1969)
- La vita, l'amore, la morte, regia di Claude Lelouch (1969)
- Oceano, regia di Folco Quilici (1971)
- Indio Black, sai che ti dico: sei un gran figlio di..., regia di Gianfranco Parolini (1970)
- La canaglia (Voyou), regia di Claude Lelouch (1971)
- Portami quello che hai e prenditi quello che vuoi, regia di Philippe de Broca (1971)
- Il Decameron, regia di Pier Paolo Pasolini (1971)
- È tornato Sabata... hai chiuso un'altra volta!, regia di Gianfranco Parolini (1971)
- Africa ama, regia di Angelo e Alfredo Castiglioni, Guido Guerrasio e Oreste Pellini (1971)
- Trastevere, regia di Fausto Tozzi (1971)
- A denti stretti, regia di Claude Mulot (1972)
- L'avventura è l'avventura, regia di Claude Lelouch (1972)
- I racconti di Canterbury, regia di Pier Paolo Pasolini (1972)
- ...e poi lo chiamarono il Magnifico, regia di E.B. Clucher (1972)
- Lo credevano uno stinco di santo, regia di Juan Bosch (1972)
- Quello che già conosci sul sesso e non prendi più sul serio, regia di Claude Berri (1972)
- Ultimo tango a Parigi, regia di Bernardo Bertolucci (1972)
- L'uomo della Mancha (Man of La Mancha), regia di Arthur Hiller (1972)
- Au rendez-vous de la mort joyeuse, regia di Juan Luis Buñuel (1973)
- La pendolare, regia di Gérard Pirès (1973)
- Dacci oggi i nostri soldi quotidiani, regia di Jean Yanne (1973)
- Che cosa è successo tra mio padre e tua madre?, regia di Billy Wilder (1973)
- Storie scellerate, regia di Sergio Citti (1973)
- Il fiore delle Mille e una notte, regia di Pier Paolo Pasolini (1974)
- Fascista, regia di Nico Naldini (1974)
- Le calde labbra del carnefice, regia di Juan Bosch (1974)
- I cinesi a Parigi, regia di Jean Yanne (1974)
- Non toccare la donna bianca, regia di Marco Ferreri (1974)
- Magia nuda, regia di Angelo e Alfredo Castiglioni e Guido Guerrasio (1975)
- Il mio nome è Scopone e faccio sempre cappotto, regia di Juan Bosch (1975)
- Salò o le 120 giornate di Sodoma, regia di Pier Paolo Pasolini (1975)
- Cadaveri eccellenti, regia di Francesco Rosi (1976)
- Novecento, regia di Bernardo Bertolucci (1976)
- Il Casanova di Federico Fellini, regia di Federico Fellini (1976)
- Addio ultimo uomo, regia di Angelo e Alfredo Castiglioni (1978)
- La notte rossa del Falco, regia di Juan Bosch (1978)
- Viaggio con Anita, regia di Mario Monicelli (1979)
- Temporale Rosy, regia di Mario Monicelli (1980)
- Corse a perdicuore, regia di Mario Garriba (1980)
- Ginger e Fred, regia di Federico Fellini (1986)
- Gangs of New York, regia di Martin Scorsese (2002)
- La tivù di Fellini, regia di Tatti Sanguineti - Documentario (2003)

## Riconoscimenti

### Oscar
- 2003 – Candidatura come produttore del miglior film per Gangs of New York

### BAFTA
- 2003 – Candidatura come produttore del miglior film per Gangs of New York
- 1987 – Candidatura come produttore del miglior film per Ginger e Fred

### Sindacato Nazionale Giornalisti Cinematografici Italiani
- 1970 miglior produttore per il complesso della produzione

### David di Donatello
- 1986 candidatura a miglior produttore – Ginger e Fred